# Émile Cohl

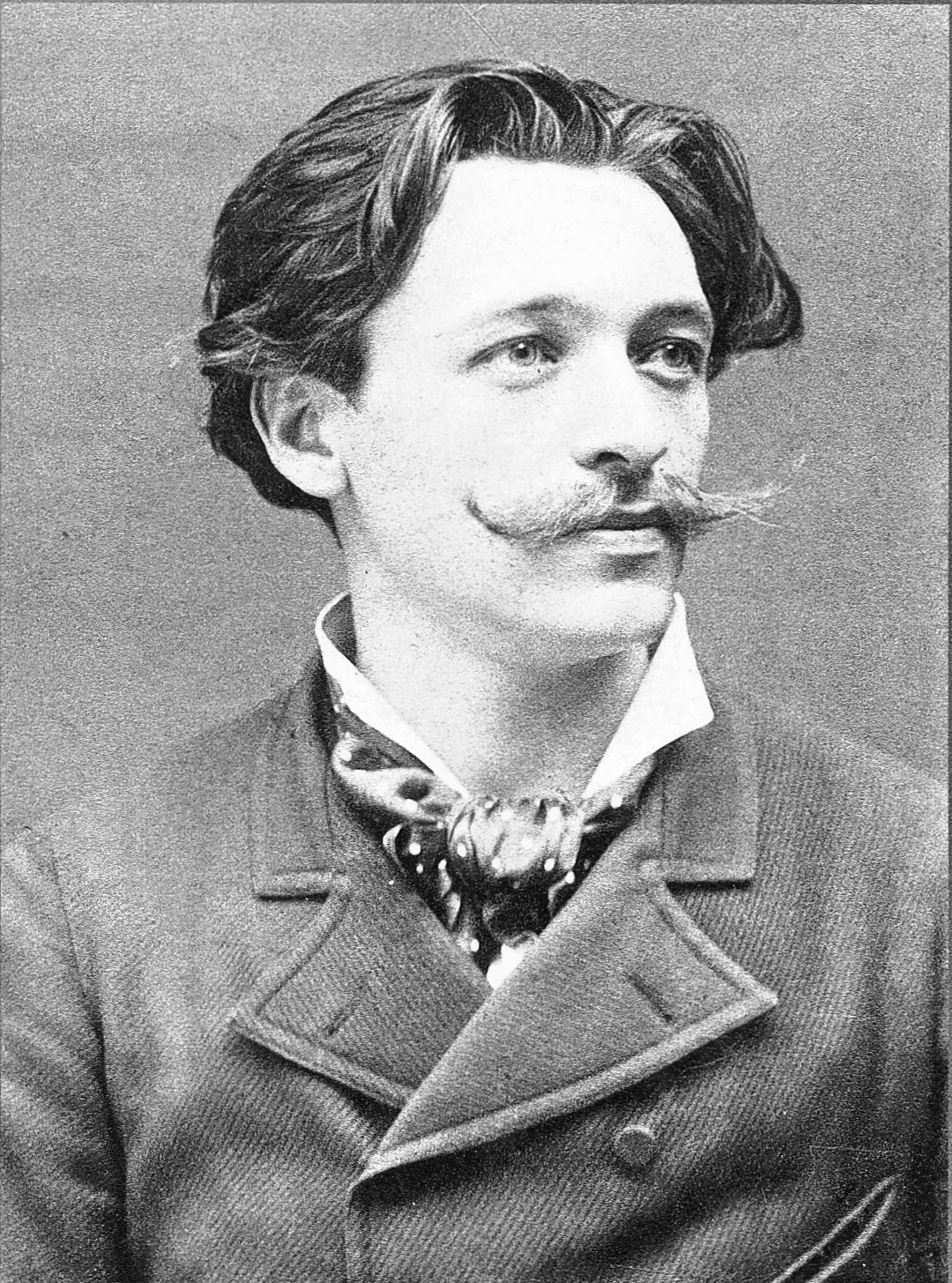

Émile Cohl was het pseudoniem van de Fransman Émile Eugène Jean Louis Courtet (Parijs, 4 januari 1857 - Villejuif, 20 januari 1938). Hij was een pionier van de animatiefilm.
Courtet was juwelenmaker van opleiding en werkte als fotograaf, journalist, schilder en illustrator. Hij werkte als perstekenaar onder de vleugels van André Gill en werkte zowel voor het prestigieuze blad Chat noir als voor het antisemitische La libre parole van Édouard Drumont.
In 1892 woonde hij een voorstelling van het Optisch Theater van Émile Reynaud bij in het Musée Grevin. Hierin werden figuren geprojecteerd, die rechtstreeks op de film waren geschilderd. Cohl kwam in de ban van dit nieuwe medium en hij realiseerde in 1908 de animatiefilm Fantasmagorie voor de firma Gaumont. Hierna produceerde Émile Cohl nog zowat 300 tekenfilms, waarvan er zo'n 60 bewaard zijn gebleven. Hij werkte ook in New York en was actief tot 1923. Zijn tekenfilms met vreemde verhalen worden omschreven als uitdrukkingsvorm van het kubisme, het dadaïsme en het surrealisme.
Hij eindigde zijn leven in armoede en stierf in 1938 nadat zijn baard vuur had gevat.

## Nalatenschap
Émile Cohl wordt beschouwd als een grondlegger van de animatiefilm. De tekenfilmschool École Émile Cohl in Lyon is naar hem genoemd.

Beeld uit Fantasmagorie

- Bibliothèque nationale de France: cb12219492r (data)
- Gemeinsame Normdatei: 11894004X
- International Standard Name Identifier: 0000 0000 8115 4706
- Library of Congress Control Number: n87914300
- Nationale Bibliotheek van Letland: 000251453
- Nationale Bibliotheek van Tsjechië: xx0153430
- Nationale Bibliotheek van Israël: 987007604540305171
- Nationale Bibliotheek van Polen: a0000003621214
- RKD-Nederlands Instituut voor Kunstgeschiedenis: 378463
- SNAC: w6xd158c
- Système universitaire de documentation: 030784557
- Union List of Artist Names: 500132679
- Virtual International Authority File: 36968502
- WorldCat: E39PBJckRdXx3DXKtYKcw8Qg8C